# Élisabeth d'Ayen
Élisabeth d'Ayen Macready (Maintenon, 27 ottobre 1898 – Parigi, 7 dicembre 1969) è stata una tennista francese.

## Biografia
Vinse la medaglia di bronzo ai Giochi della VII Olimpiade - Doppio femminile perdendo nelle semifinali contro Kitty McKane e Winifred McNair in una difficile sfida terminata 6-2 3-6 6-8, le due vincitrici poi vinsero la medaglia d'oro. Compagna in tale occasione Suzanne Lenglen. Partecipò anche al doppio misto in coppia con Fernand Hirsch.
Nel 1920 vinse il doppio all'Open di Francia sempre in coppia con Suzanne Lenglen.